# Плонка-Козли
Плонка-Козли (пол. Płonka-Kozły) — село в Польщі, у гміні Лапи Білостоцького повіту Підляського воєводства.
Населення — 144 особи (2011).
У 1975-1998 роках село належало до Білостоцького воєводства.

## Демографія
Демографічна структура станом на 31 березня 2011 року:
|          | Загалом | Допрацездатний вік | Працездатний вік | Постпрацездатний вік |
| -------- | ------- | ------------------ | ---------------- | -------------------- |
| Чоловіки | 75      | 18                 | 47               | 10                   |
| Жінки    | 69      | 15                 | 43               | 11                   |
| Разом    | 144     | 33                 | 90               | 21                   |